# Celosterna pollinosa
Celosterna pollinosa là một loài bọ cánh cứng trong họ Cerambycidae.